# Mistrzostwa Polski Seniorów w Lekkoatletyce 2011
87. Mistrzostwa Polski Seniorów w Lekkoatletyce – zawody lekkoatletyczne, które odbywały się między 11 i 13 sierpnia 2011 roku na stadionie im. Zdzisława Krzyszkowiaka w Bydgoszczy. Decyzję o przyznaniu miastu organizacji zawodów podjęto 15 września 2010 roku na posiedzeniu prezydium Polskiego Związku Lekkiej Atletyki. Bydgoszcz gościł uczestników krajowego czempionatu już trzynasty raz w historii – poprzednio seniorskie mistrzostwa Polski odbyły się tutaj w roku 2009. Zawody były ostatnią okazją do wywalczenia minimów PZLA uprawniających do występu na mistrzostwach świata w koreańskim Daegu.
Pierwszego dnia zawodów rywalizację utrudniał deszcz – z powodu złych warunków atmosferycznych na piątek 12 sierpnia przeniesiono konkurs skoku o tyczce kobiet. W rzucie młotem pań, który odbył się 12 sierpnia, złoty medal zdobyła Anita Włodarczyk – zawodniczka uzyskała wynik 73,05, który jest lepszy od minimum na mistrzostwa świata (Włodarczyk jako broniąca złotego medalu zdobytego w 2009 w Berlinie miała prawo wystąpić w Korei bez konieczności uzyskania minimum). Niespodziewanie mistrz Europy w rzucie dyskiem Piotr Małachowski zdobył srebrny medal przegrywając tytuł mistrza Polski z Przemysławem Czajkowskim. Dziewiąte w karierze złoto mistrzostw kraju, w przerywanym z powodu opadów deszczu konkursie, zdobył kulomiot Tomasz Majewski. W biegu na 100 metrów kobiet Daria Korczyńska nabawiła się kontuzji, która uniemożliwiła jej start podczas mistrzostw świata w Daegu. Lider polskich tabel w biegu na 100 metrów Dariusz Kuć narzekając na ból pleców i nie chcąc ryzykować kontuzji wycofał się z finału sprintu.
W piątek 12 sierpnia warunki pogodowe były lepsze niż pierwszego dnia zawodów – było ciepło oraz pochmurno. Pierwszą piątkową konkurencją był rzut młotem mężczyzn. Swój trzynasty złoty medal mistrzostw kraju zdobył Szymon Ziółkowski – w rzucie młotem pokonał aktualnego mistrza Europy młodzieżowców Pawła Fajdka uzyskując w trzeciej próbie wynik 78,79. W przełożonej z poprzedniego dnia rywalizacji tyczkarek najlepsza okazała się – powracająca po urazie dłoni – Anna Rogowska. Minimum na mistrzostwa świata nie udało się zdobyć brązowym medalistom tej imprezy z 2007 w biegu na 400 metrów przez płotki – Marek Plawgo zdobył złoto z czasem 50,11, a Anna Jesień była druga, jednak podczas biegu nabawiła się kontuzji, która uniemożliwi jej dalsze starty w roku 2011. Swoje pierwsze złoto w biegu na 800 metrów zdobył Marcin Lewandowski. W rzucie oszczepem pierwszy w karierze tytuł mistrza Polski seniorów zdobył zawodnik AZS-AWF Warszawa Łukasz Grzeszczuk.
W sobotę 13 sierpnia odbyło się posiedzenie Zarządu Polskiego Związku Lekkiej Atletyki, który zatwierdził 41-osobową reprezentację Polski na mistrzostwa świata. Podczas popołudniowej sesji zawodów wyniki lepsze od minimów PZLA na mistrzostwa świata uzyskała jeszcze dwójka zawodników – tyczkarz Mateusz Didenkow oraz płotkarz Dominik Bochenek. Ostatniego dnia zawodów złote medale zdobyli m.in. Marika Popowicz w biegu na 200 metrów, Angelika Cichocka w biegu na 1500 metrów oraz Łukasz Kujawski w biegu na 5000 metrów – dla całej trójki były to drugie złota tej edycji zawodów (wcześnie Popowicz wygrała bieg na 100 metrów, Cichocka bieg na 800 metrów, a Kujawski był najlepszy na dystansie 3000 metrów z przeszkodami).
Podczas mistrzostw seniorów rozgrywane były także mistrzostwa Polski młodzieżowców w wielobojach.

## Rezultaty
| NR – rekord Polski \| CR – rekord mistrzostw Polski \| NUR – rekord Polski młodzieżowców (do lat 23)         |
| SB – najlepszy wynik w sezonie \| NL – najlepszy tegoroczny wynik na polskich listach \| PB – rekord życiowy |

### Mężczyźni
| Konkurencja:                  | 1. miejsce                                                                                 | Rezultat         | 2. miejsce                                                                   | Rezultat   | 3. miejsce                                                                                  | Rezultat     |
| Bieg na 100 m                 | Paweł Stempel KS AZS-AWF Biała Podlaska                                                    | 10,48 SB         | Robert Kubaczyk OŚ AZS Poznań                                                | 10,50      | Kamil Masztak WKS Grunwald Poznań                                                           | 10,55 SB     |
| Bieg na 200 m                 | Kamil Kryński KS Podlasie Białystok                                                        | 20,89            | Artur Zaczek OŚ AZS Poznań                                                   | 21,11 PB   | Jakub Adamski OŚ AZS Poznań                                                                 | 21,22 =PB    |
| Bieg na 400 m                 | Marcin Marciniszyn WKS Śląsk Wrocław                                                       | 45,27 PB NL      | Piotr Wiaderek AZS-AWFiS Gdańsk                                              | 45,78 PB   | Kacper Kozłowski KS AZS UWM Olsztyn                                                         | 46,28        |
| Bieg na 800 m                 | Marcin Lewandowski SL WKS Zawisza Bydgoszcz                                                | 1:46,28          | Artur Ostrowski TS Olimpia Poznań                                            | 1:46,66 PB | Szymon Krawczyk PLKS Gwda Piła                                                              | 1:47,06 PB   |
| Bieg na 1500 m                | Bartosz Nowicki WKS Śląsk Wrocław                                                          | 3:41,43          | Mateusz Demczyszak WKS Śląsk Wrocław                                         | 3:42,20    | Adam Czerwiński WKS Wawel Kraków                                                            | 3:43,41      |
| Bieg na 5000 m                | Łukasz Kujawski SKLA Sopot                                                                 | 14:06,96 PB      | Bartosz Kowalczyk PLKS Gwda Piła                                             | 14:07,77   | Łukasz Parszczyński KS Podlasie Białystok                                                   | 14:08,98     |
| Bieg na 110 m przez płotki    | Dominik Bochenek SL WKS Zawisza Bydgoszcz                                                  | 13,44 PB NL      | Mariusz Kubaszewski SL WKS Zawisza Bydgoszcz                                 | 14,10      | Piotr Tarnowski WKS Wawel Kraków                                                            | 14,33 =PB    |
| Bieg na 400 m przez płotki    | Marek Plawgo KS Warszawianka Warszawa                                                      | 50,11 SB NL      | Radosław Czyż WKS Wawel Kraków                                               | 51,06      | Jarosław Cichosz AZS-AWFiS Gdańsk                                                           | 51,39 SB     |
| Bieg na 3000 m z przeszkodami | Łukasz Kujawski SKLA Sopot                                                                 | 8:40,22          | Krystian Zalewski UKS Barnim Goleniów                                        | 8:40,75    | Łukasz Parszczyński KS Podlasie Białystok                                                   | 8:41,48      |
| Sztafeta 4 x 100 m            | KS Podlasie Białystok Karol Sienkiewicz Jacek Roszko Grzegorz Kossakowski Kamil Kryński    | 40,48 SB         | OŚ AZS Poznań Jakub Adamski Artur Zaczek Robert Kubaczyk Ziemowit Dutkiewicz | 40,60 SB   | KS Podlasie Białystok II Kamil Bijowski Paweł Skubina Kamil Supiński Damian Czykier         | 40,85 SB NJR |
| Sztafeta 4 x 400 m            | WKS Śląsk Wrocław Wojciech Askuntowicz Daniel Dąbrowski Łukasz Krawczuk Marcin Marciniszyn | 3:08,92 SB       | AZS-AWFiS Gdańsk Igor Bogusz Łukasz Domagała Jarosław Cichosz Piotr Wiaderek | 3:09,23 SB | KS Podlasie Białystok Bogdan Sawicki Damian Czykier Bartłomiej Chojnowski Łukasz Wilamowski | 3:10,40 SB   |
| Skok wzwyż                    | Piotr Śleboda GKS Olimpia Grudziądz                                                        | 2,22             | Wojciech Theiner AZS-AWF Katowice                                            | 2,18       | Robert Wolski MKLA Łęczyca                                                                  | 2,13         |
| Skok o tyczce                 | Mateusz Didenkow SKLA Sopot Łukasz Michalski SL WKS Zawisza Bydgoszcz                      | 5,72 PB 5,72 =SB |                                                                              |            | Paweł Wojciechowski SL WKS Zawisza Bydgoszcz                                                | 5,60         |
| Skok w dal                    | Michał Rosiak LKS Vectra-DGS Włocławek                                                     | 7,68             | Marcin Starzak KS AZS-AWF Biała Podlaska                                     | 7,64       | Konrad Podgórski KS AZS-AWF Biała Podlaska                                                  | 7,59         |
| Trójskok                      | Karol Hoffmann MKS Aleksandrów Łódzki                                                      | 16,21            | Adrian Świderski WKS Śląsk Wrocław                                           | 15,95      | Michał Lewandowski SL WKS Zawisza Bydgoszcz                                                 | 15,74        |
| Pchnięcie kulą                | Tomasz Majewski AZS-AWF Warszawa                                                           | 20,94            | Jakub Giża LKS Stal Mielec                                                   | 19,56      | Krzysztof Brzozowski MKS-MOS Płomień Sosnowiec                                              | 19,18 PB     |
| Rzut dyskiem                  | Przemysław Czajkowski KS AZS-AWF Biała Podlaska                                            | 63,81            | Piotr Małachowski WKS Śląsk Wrocław                                          | 63,21      | Robert Urbanek MKLA Łęczyca                                                                 | 61,22        |
| Rzut młotem                   | Szymon Ziółkowski OŚ AZS Poznań                                                            | 78,79            | Paweł Fajdek Agros Zamość                                                    | 77,87      | Wojciech Nowicki KS Podlasie Białystok                                                      | 70,62        |
| Rzut oszczepem                | Łukasz Grzeszczuk AZS-AWF Warszawa                                                         | 79,73            | Paweł Rakoczy AZS-AWFiS Gdańsk                                               | 79,33      | Igor Janik AZS-AWFiS Gdańsk                                                                 | 79,14        |

### Kobiety
| Konkurencja:                  | 1. miejsce                                                                              | Rezultat    | 2. miejsce                                                                                 | Rezultat    | 3. miejsce                                                                             | Rezultat    |
| Bieg na 100 m                 | Marika Popowicz SL WKS Zawisza Bydgoszcz                                                | 11,55       | Agnieszka Ligięza KS AZS AWF Kraków                                                        | 11,61 PB    | Marta Jeschke SKLA Sopot                                                               | 11,66       |
| Bieg na 200 m                 | Marika Popowicz SL WKS Zawisza Bydgoszcz                                                | 23,49 =SB   | Marta Jeschke SKLA Sopot                                                                   | 23,77       | Monika Wieczorkiewicz OŚ AZS Poznań                                                    | 24,08       |
| Bieg na 400 m                 | Agata Bednarek AZS Łódź                                                                 | 53,32       | Iga Baumgart BKS Bydgoszcz                                                                 | 53,70       | Joanna Linkiewicz KS AZS AWF Wrocław                                                   | 53,83 PB    |
| Bieg na 800 m                 | Angelika Cichocka ULKS Talex Borzytuchom                                                | 2:01,09 PB  | Danuta Urbanik KKS Victoria Stalowa Wola                                                   | 2:01,36     | Renata Pliś MKL Maraton Świnoujście                                                    | 2:02,55     |
| Bieg na 1500 m                | Angelika Cichocka ULKS Talex Borzytuchom                                                | 4:15,84     | Katarzyna Broniatowska KS AZS AWF Kraków                                                   | 4:17,10     | Anna Jakubczak-Pawelec KS Agros Zamość                                                 | 4:18,17     |
| Bieg na 5000 m                | Lidia Chojecka MKS Pogoń Siedlce                                                        | 15:46,88 NL | Katarzyna Kowalska LKS Vectra-DGS Włocławek                                                | 15:48,88 PB | Agnieszka Ciołek KS AZS AWF Wrocław                                                    | 15:50,33 PB |
| Bieg na 100 m przez płotki    | Karolina Tymińska SKLA Sopot                                                            | 13,37       | Zuzanna Leszczyńska AZS-AWFiS Gdańsk                                                       | 13,62 PB    | Karolina Kołeczek UKS Trójka Sandomierz                                                | 13,68       |
| Bieg na 400 m przez płotki    | Tina Polak AZS-AWF Katowice                                                             | 55,90 PB    | Anna Jesień LŁKS Prefbet Śniadowo Łomża                                                    | 57,00       | Marta Chrust-Rożej KS AZS AWF Wrocław                                                  | 57,20 SB    |
| Bieg na 3000 m z przeszkodami | Katarzyna Kowalska LKS Vectra-DGS Włocławek                                             | 9:44,21 SB  | Justyna Korytkowska LŁKS Prefbet Śniadowo Łomża                                            | 9:45,24 PB  | Urszula Nęcka MKS-MOS Płomień Sosnowiec                                                | 9:56,43 PB  |
| Sztafeta 4 x 100 m            | AZS-AWF Wrocław Martyna Świerczyk Ewa Zarębska Milena Pędziwiatr Joanna Linkiewicz      | 45,80       | AZS-AWFiS Gdańsk Karolina Fiszer Paulina Klawiter Katarzyna Wesołowska Zuzanna Leszczyńska | 45,85 SB    | AZS-AWF Katowice Katarzyna Gwiazdoń Jolanta Handzlik Tina Polak Monika Szczęsna        | 46,47 SB    |
| Sztafeta 4 x 400 m            | AZS-AWF Warszawa Anna Guzowska Justyna Zembrzuska Jolanta Kajtoch Ewelina Sętowska-Dryk | 3:40,58 SB  | AZS-AWFiS Gdańsk Zuzanna Leszczyńska Paulina Klawiter Natalia Labudda Agnieszka Karpiesiuk | 3:46,29 SB  | KS AZS AWF Kraków Katarzyna Broniatowska Klaudia Żurek Kamilia Hayder Karolina Półrola | 3:47,41 SB  |
| Skok wzwyż                    | Karolina Gronau MKS Start Lublin Magdalena Ogrodnik WKS Śląsk Wrocław                   | 1,88        |                                                                                            |             | Urszula Domel KS AZS AWF Wrocław Karolina Błażej KS AZS AWF Kraków                     | 1,85        |
| Skok o tyczce                 | Anna Rogowska SKLA Sopot                                                                | 4,60        | Monika Pyrek MKL Szczecin                                                                  | 4,60 SB     | Joanna Piwowarska AZS-AWF Warszawa                                                     | 4,20        |
| Skok w dal                    | Małgorzata Trybańska KS AZS AWF Kraków                                                  | 6,65 SB     | Karolina Tymińska SKLA Sopot                                                               | 6,54 SB     | Anna Jagaciak MKS Juvenia Puszczykowo                                                  | 6,46        |
| Trójskok                      | Małgorzata Trybańska KS AZS AWF Kraków                                                  | 14,08       | Anna Jagaciak MKS Juvenia Puszczykowo                                                      | 13,88       | Martyna Bielawska KS Podlasie Białystok                                                | 13,51       |
| Pchnięcie kulą                | Paulina Guba OKS Start Otwock                                                           | 16,94       | Anna Wloka LUKS Podium Kup                                                                 | 16,28 PB    | Aldona Magdalena Żebrowska KS Podlasie Białystok                                       | 15,56       |
| Rzut dyskiem                  | Joanna Wiśniewska LKS Polkowice                                                         | 59,85       | Żaneta Glanc OŚ AZS Poznań                                                                 | 59,61       | Wioletta Potępa WKS Śląsk Wrocław                                                      | 57,93       |
| Rzut młotem                   | Anita Włodarczyk RKS Skra Warszawa                                                      | 73,05 SB NL | Joanna Fiodorow KS Podlasie Białystok                                                      | 69,78       | Katarzyna Kita KS Agros Zamość                                                         | 63,63       |
| Rzut oszczepem                | Magdalena Czenska AZS-AWF Warszawa                                                      | 55,53 SB NL | Danuta Plewnia AZS KU Politechniki Opolskiej Opole                                         | 51,32       | Barbara Madejczyk LKS Jantar Ustka                                                     | 51,05       |

## Biegi przełajowe
83. mistrzostwa Polski w przełajach zostały rozegrane 12 marca w Zamościu. Organizatorem zawodów był klub Agros Zamość. W klasyfikacji drużynowej zwyciężyło: KS AZS AWF Kraków (seniorki) oraz UKS Ekonomik-Maratończyk Lębork (seniorzy).

### Mężczyźni
| Konkurencja:            | 1. miejsce                            | Rezultat | 2. miejsce                         | Rezultat | 3. miejsce                                   | Rezultat |
| Bieg przełajowy (4 km)  | Tomasz Szymkowiak LUKS Orkan Września | 13:57    | Artur Kozłowski MULKS MOS Sieradz  | 14:05    | Marek Kowalski SKLA Sopot                    | 14:28    |
| Bieg przełajowy (12 km) | Marcin Chabowski WKS Flota Gdynia     | 43:15    | Radosław Kłeczek WKS Śląsk Wrocław | 43:23    | Kamil Poczwardowski KB Sporting Międzyzdroje | 43:25    |

### Kobiety
| Konkurencja:           | 1. miejsce                                  | Rezultat | 2. miejsce                                 | Rezultat | 3. miejsce                             | Rezultat |
| Bieg przełajowy (4 km) | Katarzyna Broniatowska KS AZS AWF Kraków    | 16:18    | Matylda Szlęzak KS AZS AWF Kraków          | 16:22    | Izabela Trzaskalska KU AZS UMCS Lublin | 17:09    |
| Bieg przełajowy (8 km) | Katarzyna Kowalska LKS Vectra-DGS Włocławek | 32:35    | Iwona Lewandowska LKS Vectra-DGS Włocławek | 33:20    | Urszula Nęcka MKS-MOS Płomień Sosnowie | 33:34    |

## Chód na 50 km
Mistrzostwa Polski w chodzie na 50 kilometrów mężczyzn zostały rozegrane 26 marca w słowackich Dudincach w ramach mityngu w Dudinská Päťdesiatka 2011. Orgranizatorami zawodów były Polski Związek Lekkiej Atletyki oraz urząd miasta Dudince. Oprócz Polaków o medale mistrzostw swoich krajów rywalizowali także Czesi, Słowacy i Węgrzy. Złoty medal mistrzostw Polski – trzeci w karierze – zdobył Rafał Fedaczyński, który uplasował się w zawodach na drugim miejscu.
| Konkurencja:  | 1. miejsce                         | Rezultat | 2. miejsce                    | Rezultat | 3. miejsce              | Rezultat |
| Chód na 50 km | Rafał Fedaczyński AZS AWF Katowice | 3:46:05  | Rafał Sikora niestowarzyszony | 3:46:16  | Łukasz Nowak AZS Poznań | 3:46:40  |

## Maraton
Mistrzostwa Polski w biegu maratońskim zostały rozegrane 10 kwietnia w Dębnie. Orgranizatorem zawodów był miejscowy Ośrodek Sportu i Rekreacji. W maratonie zwyciężyli Ukrainiec Iwan Babaryka (2:13:16) i Białorusinka Maria Butakowa (2:44:53). Grypa żołądkowa uniemożliwiła występ obrońcy mistrzowskiego tytułu z 2010 – Radosławowi Dudyczowi. Brązowy medal wśród kobiet zdobyła Danuta Piskorowska (2:53:25, LUKS Żórawina), rok później ogłoszono, że po biegu wykryto u niej obecność niedozwolonej substancji, zatem medal przypadnie Patrycji Włodarczyk.
| Konkurencja: | 1. miejsce                          | Rezultat | 2. miejsce                               | Rezultat | 3. miejsce                              | Rezultat |
| Mężczyźni    | Błażej Brzeziński MUKS Bydgoszcz    | 2:14:16  | Michał Smalec KS Podlasie Białystok      | 2:22:28  | Piotr Pałka KS Piętka Katowice          | 2:27:45  |
| Kobiety      | Arleta Meloch GKS Olimpia Grudziądz | 2:46:43  | Agnieszka Zrada LKS Vectra-DGS Włocławek | 2:53:09  | Patrycja Włodarczyk IKLA Jawor Jaworzno | 2:56:43  |

## Bieg na 10 000 m
Mistrzostwa Polski w biegu na 10 000 metrów zostały rozegrane 3 maja w Lidzbarku Warmińskim. W mistrzostwach wzięło udział 13 kobiet (12 ukończyło bieg) oraz 29 mężczyzn (24 dobiegło do mety). Z przyczyn formalnych (brak licencji zawodniczej) w zawodach nie brała udziału obrończyni tytułu z 2010 – Agnieszka Ciołek.
| Konkurencja: | 1. miejsce                                 | Rezultat | 2. miejsce                                | Rezultat | 3. miejsce                             | Rezultat |
| Mężczyźni    | Tomasz Szymkowiak LUKS Orkan Września      | 29:38,42 | Radosław Kłeczek KB Sporting Międzyzdroje | 29:42,37 | Łukasz Kujawski SKLA Sopot             | 29:43,69 |
| Kobiety      | Iwona Lewandowska LKS Vectra-DGS Włocławek | 33:34,49 | Aleksandra Jakubczak KS Agros Zamość      | 33:56,30 | Anna Jakubczak-Pawelec KS Agros Zamość | 33:59,15 |

## Wieloboje
Mistrzostwa Polski w wielobojach zostały rozegrane 28 i 29 maja w Toruniu na stadionie im. Grzegorza Duneckiego. Zawody były próbą generalną przed odbywającym się 2 i 3 lipca w Toruniu pucharem Europy w wielobojach.
| Konkurencja: | 1. miejsce                             | Rezultat  | 2. miejsce                                 | Rezultat  | 3. miejsce                                 | Rezultat  |
| Mężczyźni    | Marcin Dróżdż SL WKS Zawisza Bydgoszcz | 7598 pkt. | Marcin Przybył AZS-AWF Gorzów Wielkopolski | 7504 pkt. | Szymon Czapiewski SL WKS Zawisza Bydgoszcz | 7472 pkt. |
| Kobiety      | Karolina Tymińska SKLA Sopot           | 6206 pkt. | Karolina Kędzia AZS-AWF Wrocław            | 5567 pkt. | Izabela Mikołajczyk WLKS Wrocław           | 5435 pkt. |

## Bieg na 10 km
Bieg uliczny na 10 kilometrów został rozegrany 6 sierpnia w Gdańsku w ramach 18. biegu Św. Dominika. Zawody były objęte patronatem polskiej prezydencji w radzie Unii Europejskiej. W biegu zwyciężył Kenijczyk Cosma Kyeva (28:48).
| Konkurencja: | 1. miejsce                        | Rezultat | 2. miejsce                        | Rezultat | 3. miejsce                                | Rezultat |
| Mężczyźni    | Marcin Chabowski WKS Flota Gdynia | 28:55    | Artur Kozłowski MULKS MOS Sieradz | 29:39    | Arkadiusz Gardzielewski WKS Śląsk Wrocław | 29:41    |

## Półmaraton
Półmaraton został rozegrany 4 września w Pile. Zwycięzcą biegu, z czasem 1:02:25, został Kenijczyk Mukule Martin Muia.
| Konkurencja: | 1. miejsce                        | Rezultat | 2. miejsce                       | Rezultat | 3. miejsce                           | Rezultat |
| Mężczyźni    | Marcin Chabowski WKS Flota Gdynia | 1:02:26  | Henryk Szost WKS Grunwald Poznań | 1:04:09  | Michał Kaczmarek WKS Grunwald Poznań | 1:04:18  |
| Kobiety      | Agnieszka Gortel TS AKS Chorzów   | 1:14:43  | Katarzyna Durak LUKS Żórawina    | 1:17:00  | Karolina Rakieć AKL Ursynów Warszawa | 1:19:12  |

## Bieg 24-godzinny
Bieg dwudziestoczterogodzinny został rozegrany 17 i 18 września w Katowicach w Dolinie Trzech Stawów. Organizatorem zawodów była katowicka Akademia Wychowania Fizycznego. Nieklasyfikowany w mistrzostwach Polski Paweł Szynal (LKS Olymp Błonie) uzyskał trzeci wynik wśród mężczyzn – 219 km 743,5 m.
Wyniki (po weryfikacji):
| Konkurencja: | 1. miejsce                           | Rezultat     | 2. miejsce                                           | Rezultat     | 3. miejsce                        | Rezultat     |
| Mężczyźni    | Marcin Sieja Agros Żary              | 242 km 003 m | Piotr Sawicki Akademicki Klub Lekkoatletyczny Leszno | 233 km 080 m | Adam Jagieła AZS AWF Kraków       | 211 km 721 m |
| Kobiety      | Aleksandra Niwińska AZS AWF Katowice | 216 km 980 m | Alicja Banasiak Sprint Bielsko Biała                 | 198 km 947 m | Agnieszka Mizera AZS AWF Katowice | 179 km 865 m |

## Chód na 20 km
Chód na 20 kilometrów został rozegrany 17 września w Warszawie. Współorganizatorami imprezy byli: Warszawsko-Mazowiecki Okręgowy Związek Lekkiej Atletyki oraz klub sportowy Skra Warszawa. Areną zmagań sportowców były tereny Pola Mokotowskiego. W zawodach będących częścią obchodów 90-lecia klubu Skra wzięli udział także zawodnicy z Gwatemali, Kataru, Łotwy, Ukrainy, Węgier i Włoch. W chodzie kobiet drugie miejsce zajęła Gwatemalka Mirna Ortiz (1:32:30 – rekord Gwatemali), a trzecie Włoszka Federica Ferraro (1:33:36). Zawody znalazły się w gronie wytypowanych przez IAAF imprez, podczas których można było uzyskiwać minima kwalifikacyjne w chodzie sportowym na igrzyska olimpijskie w Londynie (2012).
| Konkurencja: | 1. miejsce                        | Rezultat | 2. miejsce                         | Rezultat | 3. miejsce                        | Rezultat |
| Mężczyźni    | Rafał Augustyn OTG Sokół Mielec   | 1:22:01  | Rafał Fedaczyński AZS AWF Katowice | 1:22:07  | Jakub Jelonek AZS AWF Kraków      | 1:22:32  |
| Kobiety      | Agnieszka Dygacz AZS-AWF Katowice | 1:30:56  | Paulina Buziak OTG Sokół Mielec    | 1:33:44  | Agnieszka Szwarnóg AZS AWF Kraków | 1:34:51  |